# Метлакатла (Аљаска)
Метлакатла (енгл. Metlakatla) насељено је место без административног статуса у америчкој савезној држави Аљаска.

## Демографија
По попису из 2010. године број становника је 1.405, што је 0 (0,0%) становника више него 2000. године.
| Група             | 2000.      | 2010.       |
| Белци             | 130 (9,5%) | 140 (10,0%) |
| Афроамериканци    | 3 (0,2%)   | 6 (0,4%)    |
| Азијати           | 1 (0,1%)   | 2 (0,1%)    |
| Хиспаноамериканци | 25 (1,8%)  | 26 (1,9%)   |
| Укупно            | 1.375      | 1.405       |